# William Tannen (acteur)
Pour les articles homonymes, voir Tannen.
Ne doit pas être confondu avec Willian Tannen, une personnalité du cinéma née en 1942.
William Tannen (parfois crédité Bill Tannen) est un acteur américain né à New York le 17 novembre 1911, et mort à Los Angeles le 2 décembre 1976.

## Filmographie partielle
- 1935 : It's in the Air de Charles Reisner
- 1935 : Gosse de riche (She Couldn't Take It), de Tay Garnett
- 1939 : 6000 Enemies, de George B. Seitz
- 1940 : L’Île des amours (The New Moon), de Robert Z. Leonard
- 1940 : L'Appel des ailes (Flight Command), de Frank Borzage
- 1941 : Les Marx au grand magasin (The Big Store), de Charles Reisner
- 1941 : Docteur Jekyll et M. Hyde (Dr. Jekyll and Mr. Hyde), de Victor Fleming
- 1941 : I'll Wait for You de Robert B. Sinclair
- 1941 : Whistling in the Dark de S. Sylvan Simon
- 1941 : The Wild Man of Borneo de Robert B. Sinclair
- 1942 : La Femme de l'année (Women of the Year), de George Stevens
- 1942 : Nazi Agent de Jules Dassin
- 1942 : Le Cargo des innocents (Stand By for Action), de Robert Z. Leonard
- 1942 : Croisière mouvementée (Ship Ahoy), de Edward Buzzell
- 1943 : Pilot no 5, de George Sidney
- 1946 : Little Mister Jim de Fred Zinnemann
- 1948 : Tous les maris mentent (An Innocent Affair) de Lloyd Bacon
- 1951 : New Mexico (en), de Irving Reis
- 1953 : Meurtre à bord (Dangerous Crossing), de Joseph M. Newman
- 1953 : Le Pirate des sept mers (Raiders of the Seven Seas) de Sidney Salkow
- 1953 : J'aurai ta peau (I, the Jury) d'Harry Essex
- 1954 : Sitting Bull, de Sidney Salkow
- 1954 : Dans les bas-fonds de Chicago (The Human Jungle) de Joseph M. Newman
- 1954 : Le Trésor du Capitaine (Kidd Captain Kidd and the Slave Girl) de Lew Landers
- 1955 : Top Gun de Ray Nazarro
- 1960 : Au nom de la loi  (TV) : saison 2 épisode 31 (Le route de la prison/Prison trail) : Hale Dane
- 1965 : Le Massacre des Sioux (The Great Sioux Massacre), de Sidney Salkow
- 1968 : Panic in the City, d'Eddie Davis